# 715년

## 연호
- 당(唐) 개원(開元) 3년
- 일본(日本) 와도(和銅) 8년 / 레이키(霊亀) 원년
- 발해(渤海) 천통(天統) 18년

## 기년
- 당(唐) 현종(玄宗) 4년
- 신라(新羅) 성덕왕(聖德王) 14년
- 발해(渤海) 고왕(高王) 18년